# Minos

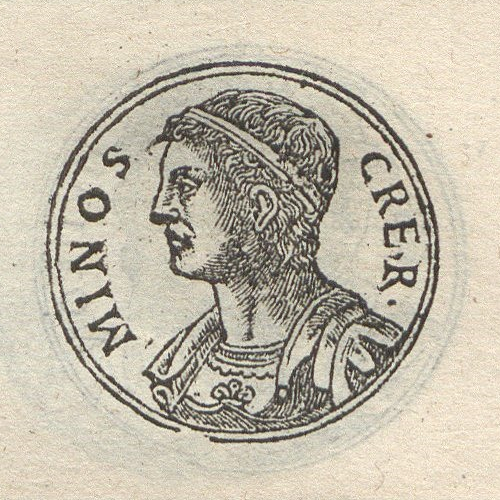
Minos en el Promptuarii Iconum Insigniorum

En la mitología griega, Minos (en griego antiguo Μίνως, Mínôs) era el nombre de un rey semilegendario de Creta. La civilización minoica recibe de Minos su nombre. No está claro si «Minos» es un nombre o si era la palabra cretense que significaba «rey». Se ha advertido la similitud entre Minos y los nombres de otros antiguos reyes fundadores, tales como Menes de Egipto, Mannus de Alemania, Manu de la India, Moisés del judaísmo, etc.
Las versiones historizantes nos cuentan que Minos reinó en Creta y en las islas del mar Egeo. En las fuentes antiguas se consideraba que Minos había sido un gran legislador y el primer artífice de la supremacía naval de la isla. Consideraban a Minos un benévolo gobernante, legislador y supresor de la piratería. Se decía que su constitución había formado la base de la de Licurgo. Sin embargo, en la tradición ática y en la etapa ateniense, Minos es un cruel tirano, el demandante del tributo de jóvenes atenienses que alimentaban al Minotauro.
Puesto que posteriormente se supuso que el intercambio con los fenicios jugó un importante papel en el desarrollo de Creta, a veces se dice que Minos era fenicio. No existen dudas sobre el escenario histórico de la leyenda: los restos arqueológicos de la Edad del Bronce de Creta prueban la existencia de una civilización poderosa en la isla, y hace que resulte probable que no solo Atenas sino la propia Micenas estuviese una vez sometida a los reyes de Cnosos. A la vista del esplendor y la amplia influencia de los restos arqueológicos que descubrió en Creta Arthur Evans en 1900, se dio a la civilización descubierta un nombre derivado de Minos: la civilización minoica.
La explicación solar de "Minos" como "dios-sol" ha pasado a segundo plano tras los últimos descubrimientos. En cualquier caso se le habría reclamado naturalmente un origen divino como rey-sacerdote, y estaba rodeado de una atmósfera divina. El nombre de su esposa, Pasífae («la que brilla para todos»), es un epíteto de la diosa de la luna.

## Minos en la mitología

### Ascendencia y juventud
Según la versión más aceptada, Zeus, enamorado de Europa, la hija de Fénix, se transformó en un toro manso y sobre su lomo la llevó por mar desde Fenicia hasta Creta. Unida allí a Zeus, engendró a Minos, Radamantis y Sarpedón. Asterión, príncipe de los cretenses, desposó a Europa y crio a los hijos de esta. Cuando ellos crecieron se pelearon por el amor de un muchacho llamado Mileto. Como el muchacho prefiriese a Sarpedón, lucharon, venció Minos y los otros huyeron. Otros dicen que el objetivo de su amor y de su querella había sido Atimnio, hijo de Zeus y Casiopea. Heródoto dice que Sarpedón y Minos no lucharon por amor sino por el trono de Creta y finalmente Minos prevaleció. Minos era uno de los hijos de Zeus a los que él más habría deseado evitar la carga de la ancianidad, pero las Moiras no lo permitieron. Otros dicen que Minos nació de Tauro y Europa.

### Gobierno en Creta y descendencia
Minos residió en Creta, promulgó leyes y fue el primero de los griegos en dominar el mar, una vez que hubo organizado una considerable fuerza naval. Vivía en Cnosos por periodos de nueve años, al término de los cuales se retiraba a una cueva sagrada donde recibía instrucciones de Zeus sobre el gobierno que había de dar a la isla. Según otra interpretación, nueve fue el número total de años que estuvo Minos reinando en Cnosos. Como es fama se casó con Pasífae, hija de Helios y Perseide, aunque según Asclepíades, su esposa fue Creta, hija de Asterio. O bien Pasífae era hija de Helios y de Creta. Sea como fuere Minos engendró cuatro hijos, Deucalión, Catreo, Glauco y Androgeo, y también el mismo número de hijas, Fedra, Acacálide, Jenódice y Ariadna.  También nació de esta unión Eurigies, si es que no es el mismo que Androgeo.  Otros dicen que Asterio o Asterión, el Minotauro, pasaba públicamente por hijo de Minos y Pasífae.  Minos fue el abuelo del rey Idomeneo, caudillo del contingente de los cretenses durante la guerra de Troya. Pero a Minos también se le cita padre de otra descendencia, sin especificar la identidad de la consorte. Euríale, por ejemplo, fue la madre, por Poseidón, de Orión. O bien la muchacha se llamaba Brile o Híeles, y fue madre, de nuevo por Poseidón, de Orión. Otra hija, residente de Quíos, fue Mérope, la esposa de Enopión, asaltada por Orión. Folegandro, el epónimo de la isla de Folégandros, también era hijo de Minos. En una versión en la que se invierten las genealogías se dice que su hija Idea, fue la madre, por Zeus, de Asterión. También se cita a Satiria o Satirión, que era una ninfa o era una hija de Minos que, por Poseidón, fue madre de Taras o Tarante, epónimo de Taranto.  E incluso algunos alegan que Hebe, la primera copera de los dioses, era hija de Minos.

### Glauco
Un día Glauco, el hijo de Minos, estaba jugando con una pelota o un ratón y desapareció de pronto. Sus padres consultaron a Apolo o a los Curetes, y recibió la respuesta de que «un prodigio se ha producido entre vosotros: quien lo aclare os devolverá a vuestro hijo». Este oráculo fue interpretado como una referencia a un ternero recién nacido en la manada de Minos. Tres veces al día, el ternero cambiaba de color de blanco a rojo y de rojo a negro. En una versión alternativa, en lugar de un ternero se trataba de una vaca. Poliído advirtió la similitud con la maduración del fruto de la zarzamora y Minos lo envió a buscar a Glauco. Buscándolo, Poliido vio a una lechuza alejando abejas de una bodega del palacio de Minos. Dentro de ésta había un tonel de miel, dentro del cual halló muerto a Glauco. Minos exigió que se le devolviese la vida a Glauco, pero Poliido dijo que él no podía hacer tal cosa. Entonces Minos lo encerró junto a su hijo. Apareció una serpiente, a la que Poliido mató con una espada o de una pedrada. Posteriormente apareció otra serpiente que, al ver a la primera muerta, se marchó y volvió con una hierba con la que la resucitó. Siguiendo este ejemplo, Poliido usó la misma hierba para resucitar a Glauco. Minos rehusó permitir a Poliido abandonar Creta hasta que hubiese enseñado a Glauco todo lo que sabía. Poliido así lo hizo, pero entonces, en el último segundo antes de marcharse, pidió a Glauco que le escupiese en la boca. Glauco así lo hizo, devolviendo a Poliido todo lo que le había enseñado.

### El toro de Creta y el Minotauro
El rey Minos prometió a Poseidón que sacrificaría lo primero que saliera del mar. Poseidón hizo salir un toro, pero Minos lo encontró tan hermoso que lo incorporó a sus rebaños. El dios, enfurecido, hizo que Pasífae, esposa del rey Minos, se apasionara por el animal. La reina pidió a Dédalo que la ayudase a satisfacer sus deseos y el artesano construyó una vaca hueca de madera donde se ubicó Pasífae en posición supina. El toro cubrió a la reina, quien nueve meses después dio a luz al Minotauro, un horrible monstruo, mitad humano, mitad toro, a quien se llamó Asterio. Dédalo construyó entonces un complicado laberinto, en el que Minos encerró al Minotauro. Posteriormente Minos autorizó a Heracles a capturar el toro con el que se había apareado Pasífae, lo que constituyó uno de sus doce trabajos.

### Las infidelidades de Minos
Algunos dice que Minos se encontraba sumido en el dolor que le producía el no haber tenido hijos a pesar de estar casado con Pasífae. Sucedió que en este momento Procris acudió a la corte de Minos. Ella le prometió curarle y le enseñó la manera de procrear. Pues Minos eyaculaba serpientes, escorpiones y escolopendras, y las mujeres a las que se unía morían. Pero Pasífae era hija de Helios por lo que era inmortal y una temida hechicera. Procris ideó el siguiente remedio para que Minos pudiera tener hijos: introdujo en el sexo de una mujer una vejiga de cabra, y Minos eyaculaba primero las serpientes en la vejiga y, después, introduciéndose en Pasífae, se unía a ella. Cuando ambos tuvieron hijos, Minos regaló a Procris la jabalina y el perro Lélape. semejantes instrumentos no dejaban escapar una sola pieza: todas las fieras sucumbían a su dominio. Pero otros dicen que después de recibir los regalos Procris se acostó con Minos, que usó una raíz circea para curarlo y que por miedo a Pasífae decidió marcharse a Atenas. Entre las otras aventuras extramatrimoniales de Minos se citan las siguientes. Con una ninfa paria fue padre Crises, Eurimedonte, Filolao y Nefalión. Estos habitaron la isla de Paros y fueron muertos por Heracles. Con otra ninfa, Pironia, fue el padre de Yasión según varias versiones tardías. Y con Dexítea, que tenía la sangre de los telquines, fue el padre de Euxantio. También, con Androgenea de Festo, fue padre de Asterión, quien comandó el contingente cretense entre Dioniso y los indios. También persiguió a Britomartis, sin tener suerte. A Minos también se le asocian amoríos con efebos, entre los que se encuentran: Atimnio, Ganimedes, Mileto y Teseo.

### Teseo
Androgeo, hijo de Minos, había ganado los juegos panatenienses, momento de gran gloria que aprovechó Egeo, rey de Atenas, para retarle a luchar contra el toro de Maratón, que estaba asolando esa parte del Ática. La terrible bestia acabó con la vida del príncipe, o según otra versión, este murió a manos de los otros competidores de los juegos, celosos de su victoria. El rey Minos utilizó la excusa de la muerte de su hijo para lanzar su poderosa flota contra las costas de Grecia, conquistando Megara y condenando con el aislamiento a Atenas, que sufrió el hambre y las epidemias. Los atenienses realizaron sacrificios humanos para tratar de que las divinidades aliviaran sus males pero como no tuvieron resultado consultaron al oráculo y este les aconsejó que aceptaran lo que les propusiera Minos si querían acabar con la guerra. Así, aceptaron el humillante tributo que les impuso el rey de Creta para firmar la paz: cada año debían enviar siete jóvenes y siete doncellas para que fueran devorados por el Minotauro, que se encontraba en el laberinto, un lugar de donde nadie que entrara conseguía salir. Para librar a su ciudad de esta carga, Teseo, hijo único de Egeo, partió a Creta. Una vez allí, se enamoró de él Ariadna, la hija de Minos, que le ofreció su ayuda: un ovillo de hilo o una corona luminosa que le sirva de guía para salir del laberinto. Cogió el hilo y siguiendo la estrategia, Teseo mató al Minotauro y terminó así con el tributo impuesto por Minos.

### Niso
Minos también tomó parte en la historia del rey Niso. Niso era rey de Mégara, e invencible siempre que conservase un mechón de pelo rojo, oculto en su cabellera blanca. Minos atacó Mégara pero Niso sabía que no podía ser derrotado porque seguía teniendo su mechón de pelo rojo. Su hija, Escila, se enamoró de Minos y demostró su amor cortando el mechón de pelo rojo de la cabeza de su padre. Niso murió y Megara cayó ante Creta. Minos mató a Escila por haber desobedecido a su padre. Escila fue transformada en un ave marina, perseguida sin descanso por su padre, que era un águila marina.

### La muerte de Minos
Minos había encarcelado a Dédalo y a su hijo, Ícaro, en el laberinto, al considerar al primero como responsable de la fuga de Teseo, pero ambos huyeron usando unas alas que Dédalo inventó. Sin embargo Ícaro voló demasiado alto, muy cerca del sol y sus alas se derritieron. Ícaro cayó al mar y se ahogó. Minos buscó a Dédalo de ciudad en ciudad, proponiendo un acertijo: ofrecía una caracola espiral y pedía que fuese enhebrada completamente. Cuando llegó a Camico, en Sicilia, el rey Cócalo, sabiendo que Dédalo sería capaz de resolver el acertijo, buscó al anciano. Este ató un hilo a una hormiga que recorrió todo el interior de la concha, enhebrándola completamente. Minos supo entonces que Dédalo estaba en la corte del rey Cócalo y exigió que le fuese entregado. Cócalo logró convencerlo de que tomase primero un baño, y sus hijas le mataron entonces quemándolo con agua hirviendo. Posteriormente, los restos de Minos fueron devueltos a los cretenses, quienes los pusieron en un sarcófago en el que se hizo esta inscripción: «La tumba de Minos, el hijo de Zeus». 

### Juez del inframundo
Platón dice que Zeus nombró a tres de sus hijos como los jueces del inframundo. Estos, después de que los hombres hayan muerto celebrarán los juicios en la pradera en la encrucijada de la que parten los dos caminos que conducen el uno a las Islas de los Bienaventurados y el otro al Tártaro. A los de Asia les juzgará Radamantis y a los de Europa, Éaco, pero Minos pronunciará la sentencia definitiva cuando los otros tengan dudas, a fin de que sea lo más justo posible el juicio sobre el camino que han de seguir los hombres. En la Eneida de Virgilio, Minos era el juez de aquellos a los que se había aplicado la pena de muerte tras ser acusados falsamente. Minos se sienta en una urna gigante, y decide si las almas deben ir al Elíseo o al Tártaro con la ayuda de un jurado mudo. Radamantis, su hermano, es un juez del Tártaro que decide los castigos adecuados para los pecadores allí destinados. Fuera de la mitología clásica, en la Divina comedia de Dante, Minos se sienta en la entrada al segundo círculo del Infierno, que es el comienzo del infierno propiamente dicho. Ahí juzga los pecados de cada alma y le asigna su justo castigo indicando el círculo al que debe descender. Hace esto dando el número apropiado de vueltas a su cola alrededor de su cuerpo. También puede hablar para aclarar la ubicación del alma dentro del círculo indicado por las vueltas de su cola.

## Los dos personajes Minos
La mayor parte de los mitólogos consideraba que solo hubo un rey llamado Minos; sin embargo existe una tradición que trataba de conciliar algunos aspectos contradictorios de su personalidad, así como también pretendía explicar cómo Minos gobernó Creta durante un periodo que parecía abarcar varias generaciones: esta versión asumía que hubo dos reyes con el nombre de Minos. Diodoro Sículo da cuenta de ello y es como sigue. Téctamo, hijo de Doro, el hijo de Helén, el que era hijo de Deucalión, se hizo a la mar rumbo a Creta en compañía de eolios y pelasgos, se convirtió en rey de la isla, se casó con la hija de Creteo (o Cres, según corrigen algunos) y engendró a Asterio. En la época en que era rey de Creta, Zeus, según cuentan, raptó a Europa en Fenicia y se la llevó a Creta montada en un toro, se unió a ella y engendró tres hijos, Minos I, Radamantis y Sarpedón. Minos fue el sucesor del trono, se casó con Itone, la hija de Lictio, y engendró a Licasto, que le sucedió en el poder y se casó con Ida, la hija de Coribante, con la que engendró a Minos II, que algunos historiadores tienen por el hijo de Zeus.

## En el arte
En la monedas cretenses se representa a Minos con barba, llevando una diadema, con el pelo rizado, altivo y solemne, como los retratos tradicionales de su supuesto padre, Zeus. En las vasijas pintadas y los bajorrelieves de los sarcófagos aparece frecuentemente con Éaco y Radamantis como jueces del inframundo y relacionado con el Minotauro y Teseo.

## En la cultura popular
- En el manga y anime japonés Saint Seiya Minos de Griffon junto a Aiacos de Garuda y Radamanthys de Wyvern conforma los 3 Jueces del Infierno, los guerreros de élite del ejército de Hades. También aparece en la serie animada Sora no Otoshimono como el antagonista principal.
- En el videojuego de la consola PlayStation 3 God of War III hace aparición Minos como uno de los 3 jueces de los muertos en el Hades, junto con Éaco y Radamantis.
- En el videojuego conocido como Dante´s Inferno, el rey Minos es el juez de los muertos quien decide a qué lugar del infierno debe ir el alma que venga ante su presencia.
- En el libro La batalla del laberinto, de la saga Percy Jackson y los dioses del Olimpo, Minos es el guía de Nico di Angelo dentro del laberinto y es uno de los enemigos principales del libro al buscar venganza contra Dédalo.
- En el videojuego Ultrakill el rey Minos es un ex rey del círculo de la lujuria del infierno, quien se encargó de reformar el círculo de la lujuria por medio de una revolución pacífica. Por esto, Gabriel lo acabó y lo degradó, y su cáscara se redujo a un cadáver títere de parásitos mientras su alma estaba atrapada en la Prisión de Carne por los ángeles.